# فالنتين موراتوف
فالنتين موراتوف (Valentin Muratov) (بالروسية: Валенти́н Ива́нович Мура́тов) هو لاعب أولمبي لرياضة الجمباز من الاتحاد السوفييتي. شارك في الأولمبياد الصيفي في 1952–1956، وفاز بما مجموعه 5 ميداليات.

## الميداليات
| ذهب | فضة | برونز | المجموع |
| 4   | 1   | 0     | 5       |

## روابط خارجية
- فالنتين موراتوف على موقع الاتحاد الدولي للجمباز (licence) (الإنجليزية)
- فالنتين موراتوف على موقع الاتحاد الدولي للجمباز (biography) (الإنجليزية)
- فالنتين موراتوف على موقع أوليمبيديا (الإنجليزية)